# جان جاك دوفال
جان جاك دوفال (بالإنجليزية: Jean-Jacques Duval)‏ هو فنان زجاج ‏ أمريكي، ولد في 1930 في ستراسبورغ في فرنسا.

## وصلات خارجية
- الموقع الرسمي